# 可愛いアイシャ
「可愛いアイシャ」（英: Isn't She Lovely?）は、スティーヴィー・ワンダーの1976年のヒットアルバム『キー・オブ・ライフ』に収録されている楽曲。スティーヴィー・ワンダー自身の娘であるアイシャの誕生祝いとして書いた曲である。
アルバム・バージョンではアイシャの泣き声から始まり、アウトロではアイシャがお風呂に入れられていると思わしき声も含まれている。
日本ではホンダ・ロゴのCM（1997年）、キリンビバレッジ・午後の紅茶のCM（2007年）でも使用された。
久保田利伸を中心としたメンバーによるスペシャル・ライブ『NEW BLOOD '88 -'89 SPECIAL IN CONCERT』が1988年9月4日に東京ベイNKホールで開催され、GWINKO、MINNIE、AMAZONS、富樫明生、清水美恵、高橋洋子、遠藤由美、武部聡志、藤本三四朗、特別ゲストの米米CLUBと共に、アンコールで本曲が披露された。